# Villedieu-les-Poêles
Villedieu-les-Poêles (prononcé [vildjølepwɑl]), Villedieu jusqu'en 1962, est une ancienne commune française du département de la Manche et de la région Normandie, devenue le 1er janvier 2016 une commune déléguée au sein de la commune nouvelle de Villedieu-les-Poêles-Rouffigny.
Elle est peuplée de 3 534 habitants. Comme le rappelle la deuxième partie de son nom, adjointe en 1962, la ville est connue pour son activité de dinanderie et de poêlerie. Elle abrite également une des cinq fonderies de cloches de France, ayant notamment fourni les cloches de Notre-Dame de Paris en 2013. Ces activités ont inspiré l'un des deux gentilés de la commune, les Sourdins, que le martelage répétitif du cuivre aurait pu rendre sourds.

## Géographie

La rue du Docteur-Havard.

Villedieu-les-Poêles est au cœur du Bocage normand, aux confins des entités plus étroites que sont le Bocage virois, l'Avranchin et le pays saint-lois, sa situation dans l'arrondissement de Saint-Lô privilégiant un classement dans ce dernier pays. L'atlas de paysages de la Basse-Normandie classe la commune dans la partie sud de la « Manche centrale », caractérisée par un bocage fermé au faible relief. L'agglomération est à 22 km au nord-est d'Avranches, à 26 km à l'ouest de Vire, à 29 km à l'est de Granville, à 33 km au sud-est de Coutances et à 35 km au sud de Saint-Lô.
La ville est desservie par la voie de chemin de fer de Paris à Granville et l'autoroute des Estuaires (sorties 37 et 38). Avant la construction de l'autoroute, la ville était traversée par la route nationale 175, déclassée depuis en route départementale no 975, permettant de rejoindre Caen au nord-est et Rennes au sud-ouest. Villedieu est reliée à Vire à l'est par la D 924 (ancienne route nationale 24bis) qui se prolonge à l'ouest vers Granville. La D 9 mène à Gavray au nord-ouest. Outre la D 975, Saultchevreuil, au sud, est relié par la D 33 à La Chapelle-Cécelin à l'est et par la D 41 à La Lande-d'Airou à l'ouest.
Le territoire de Villedieu est dans le bassin de la Sienne qui traverse la ville. Si la majeure partie est dans le bassin direct, le sud des anciennes communes de Saultchevreuil et de Saint-Pierre-du-Tronchet est dans un vallon alimentant la Marchandière, ruisseau affluent de l'Airou qui conflue avec la Sienne à Ver, 15 km au nord-ouest.
Le relief de cette partie du Massif armoricain est assez marqué et offre certains points de vue pittoresques. Le point culminant (217 / 219 m) se situe au sud de Saultchevreuil, près du lieu-dit la Petite Brière sur une colline dont la base est 50 mètres plus bas. Le point le plus bas (98 m) correspond à la sortie de la Sienne du territoire, au nord.
La pluviométrie annuelle, assez élevée, avoisine les 1 200 mm.
En dehors de l'agglomération, les principaux lieux-dits sont, du nord-ouest à l'ouest, dans le sens horaire, les Chardonnets, les Hauts Bois, la Grange, les Grands Hauts Bois, la Pilière, le Caquevel, la Croix Marie, Village de Caquevel, la Davière, le Bas Caquevel, la Foulerie, Cité Saint-Étienne, Cité des Archers, la Martinière, la Gaillardière, la Froide Vallée, la Louisière, Saint-Pierre du Tronchet, les Monts, la Brurie, la Valette, les Cotils, le Gosnet, la Nélière, Beausoleil, les Pivents, Bellevue, la Hardonnière, la Petite Brière, Saultchevreuil-du-Tronchet, Fontenai, Cité le Mouël, Cité Napoléon, la Croix au Grand, la Ligotière, les Marais, les Terriers, le Grand Parc, l'Auberdière, la Lamberdière, la Corbisière.
| Fleury                                                                      | La Bloutière         | La Colombe    |
| Fleury                                                                      | Villedieu-les-Poêles | Sainte-Cécile |
| La Lande-d'Airou, Rouffigny (comm. nouv. de Villedieu-les-Poêles-Rouffigny) | Chérencé-le-Héron    | Sainte-Cécile |

## Toponymie
Le nom de la localité est attesté sous les formes parrochia de Villa Dei en 1332, Villa Dei de Saltu Caprioli au XIVe siècle, la parroche de Villedieu de Chauchevrol en 1344, Villedieu entre 1612 et 1636, Villedieu bourg en 1713, Villedieu les Poeles entre 1753 et 1785, Villedieu en 1854, Villedieu-les-Poëles en 1874.
Villedieu (« Ville Dieu ») est un toponyme dû aux hospitaliers de Saint-Jean de Jérusalem, présents par une commanderie.
Pour le déterminant -les-Poêles, les formes anciennes montrent qu'il apparaît tardivement, au XVIIIe siècle , il a été officiellement ajouté en 1962, honorant l'activité emblématique de la ville liée à la poêlerie et à la dinanderie.
Le gentilé est Sourdin ou Théopolitain. Le terme « sourdin » est lié à l'ancienne activité de dinanderie et de poêlerie  dont le martelage répétitif des ais (flans) de cuivre, pour leur donner leur forme définitive, finissait par rendre sourds les habitants.

### Micro-toponymie
Saultchevreuil-du-Tronchet, Saltchevrolt en 1049-1058 (commune absorbée en 1964) : pour René Lepelley, le toponyme est issu du latin saltus, « bois », et chevreuil serait une altération de chevreau (il s'agirait donc d'un « bois aux chevreaux ») ; pour Albert Dauzat et Charles Rostaing, il faut y voir plus simplement évoqué le saut d'un chevreuil.

## Histoire

### Les Hospitaliers
Terroir appartenant à l'origine à l'abbaye aux Dames de Caen, il n'existait pas de paroisse de Villedieu avant le premier tiers du XIIe siècle. Villedieu était alors une partie de la paroisse de Saultchevreuil appelé Siennestre. En 1130, le roi d'Angleterre et duc de Normandie Henri Ier Beauclerc donne quatorze acres en un lieu nommé Siennêtre aux Hospitaliers de l'ordre de Saint-Jean de Jérusalem, pour édifier leur commanderie de Villedieu-les-Saultchevreuil (anciennement Saucherelle),. Ces derniers y fondent un village, Villa Dei, qui devint Villedieu. La ville fut longtemps administrée directement par l'Ordre et les habitants ne payaient pas d'impôts.

### Époque moderne

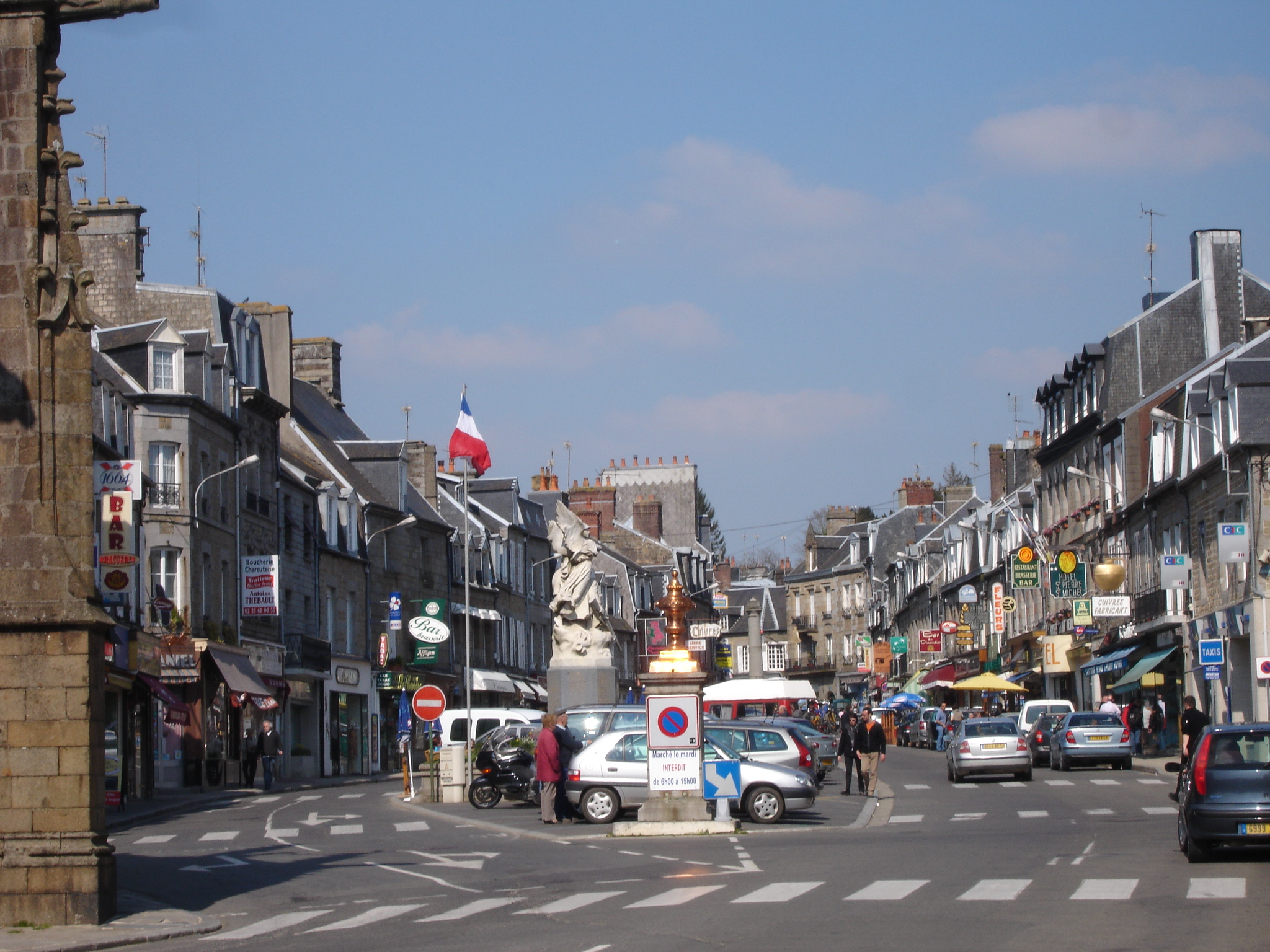
Place de la République.

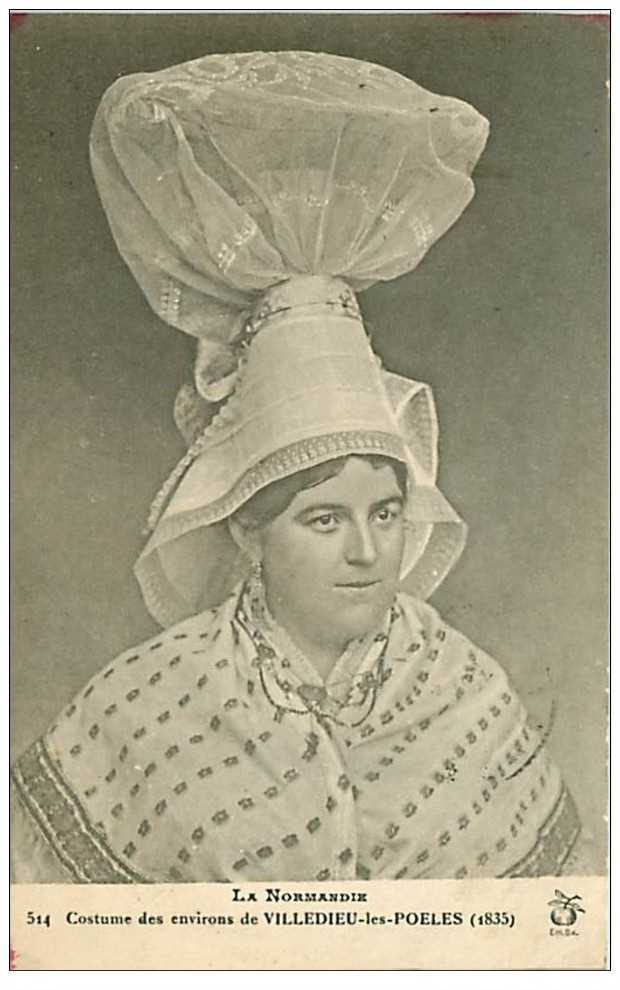
Coiffe de Villedieu-les-Poêles.

Au XVIe siècle, des fondeurs venus de Lorraine s'installent à Villedieu. Au XIXe siècle, la ville se développe grâce à la mise en service de la ligne de chemin de fer Paris - Granville. En 1865, Adolphe Havard, crée la fonderie Cornille-Havard.
En 1944, les stratèges alliés décident de bombarder les villes situées sur un cercle autour des plages du débarquement pour gêner la progression des renforts allemands. Saint-Lô et Vire font partie du lot mais Villedieu est épargnée. La ville sera libérée le 31 juillet, près de deux mois après le début des opérations, par la 4e division d'infanterie américaine à l'issue de l'opération Cobra.
Le 1er janvier 2016, Villedieu-les-Poêles intègre avec Rouffigny la commune de Villedieu-les-Poêles-Rouffigny créée sous le régime juridique des communes nouvelles instauré par la loi no 2010-1563 du 16 décembre 2010 de réforme des collectivités territoriales. Les communes de Villedieu-les-Poêles et Rouffigny deviennent des communes déléguées et Villedieu-les-Poêles est le chef-lieu de la commune nouvelle.

## Héraldique
| Blason de Villedieu-les-Poêles | Blason  | Parti : au premier d'argent à la croix alésée de gueules, au second d'or aux dix-huit billettes de sable, ordonnées 4, 5, 4, 3 et 2, au chef d'azur chargé d'une croisette d'argent. |
| Blason de Villedieu-les-Poêles | Détails | Ces armoiries sont une création librement interprétée à partir d'un vestige conservé à la mairie de Villedieu : une clef d'arc en granit armoriée et datée de 1696 provenant sans doute de l'ancienne commanderie, ou comme l'indique Édouard Le Héricher, de l'ancien Pont-de-Pierre, que fit réparer le commandeur de Rochechouart en 1696, en même temps que d'autres travaux faits dans « l'île Billeheust ». La composition originale comprend deux écus ovales accolés. Le premier orné d'une croix. Le second de billette et d'un chef possédant une croix. Il s'agit en fait des deux écus accolés dont celles de frère de Rochechouart, commandeur de Villedieu à cette époque (de gueules à trois fasces nébulées d’argent, au chef de gueules à la croix d'argent). Sur la pierre armoriée, ces fasces nébulées sont nettement reconnaissables. |

## Politique et administration

### Tendances politiques et résultats
Candidats ou listes ayant obtenu plus 5 % des suffrages exprimés lors des dernières élections politiquement significatives :
- Régionales 2015[28] :
  - 1er tour (52,22 % de votants) : Hervé Morin (Union de la droite) 38,37 %, Nicolas Bay (FN) 19,22 %, Nicolas Mayer-Rossignol (Union de la gauche) 19,07 %, Yanic Soubien (EÉLV) 8,99 %.
  - 2e tour (58,01 % de votants) : Hervé Morin (Union de la droite) 49,43 %, Nicolas Mayer-Rossignol (Union de la gauche) 29,28 %, Nicolas Bay ([FN) 21,30 %.
- Européennes 2014[29] (43,99 % de votants) : UMP (Jérôme Lavrilleux) 28,03 %, FN (Marine Le Pen) 24,78 %, UDI - MoDem (Dominique Riquet) 11,78 %, PS-PRG (Gilles Pargneaux) 10,98 %, EÉLV (Karima Delli) 8,17 %.
- Législatives 2012[30] :
  - 1er tour (55,03 % de votants) : Philippe Gosselin (UMP) 44,49 %, Christine Le Coz (PS) 32,22 %, Denis Féret (FN) 7,87 %, Isabelle Le Cann (FG) 7,15 %.
  - 2e tour (56,98 % de votants) : Philippe Gosselin (UMP) 54,33 %, Christine Le Coz (PS) 45,67 %.
- Présidentielle 2012[31] :
  - 1er tour (79,11 % de votants) : Nicolas Sarkozy (UMP]) 32,35 %, François Hollande (PS) 24,39 %, Marine Le Pen (FN) 15,24 %, François Bayrou (MoDem) 13,15 %, Jean-Luc Mélenchon (FG) 9,10 %.
  - 2e tour (79,57 % de votants) : Nicolas Sarkozy (UMP) 54,15 %, François Hollande (PS) 45,85 %.
- Européennes 2009[32] (37,32 % de votants) : Majorité présidentielle (Dominique Riquet) 32,95 %, LV (Hélène Flautre) 13,58 %, PS (Gilles Pargneaux) 12,91 %, MoDem (Corinne Lepage) 11,75 %, DVD (Frédéric Nihous) 5,78 %.

### Administration municipale

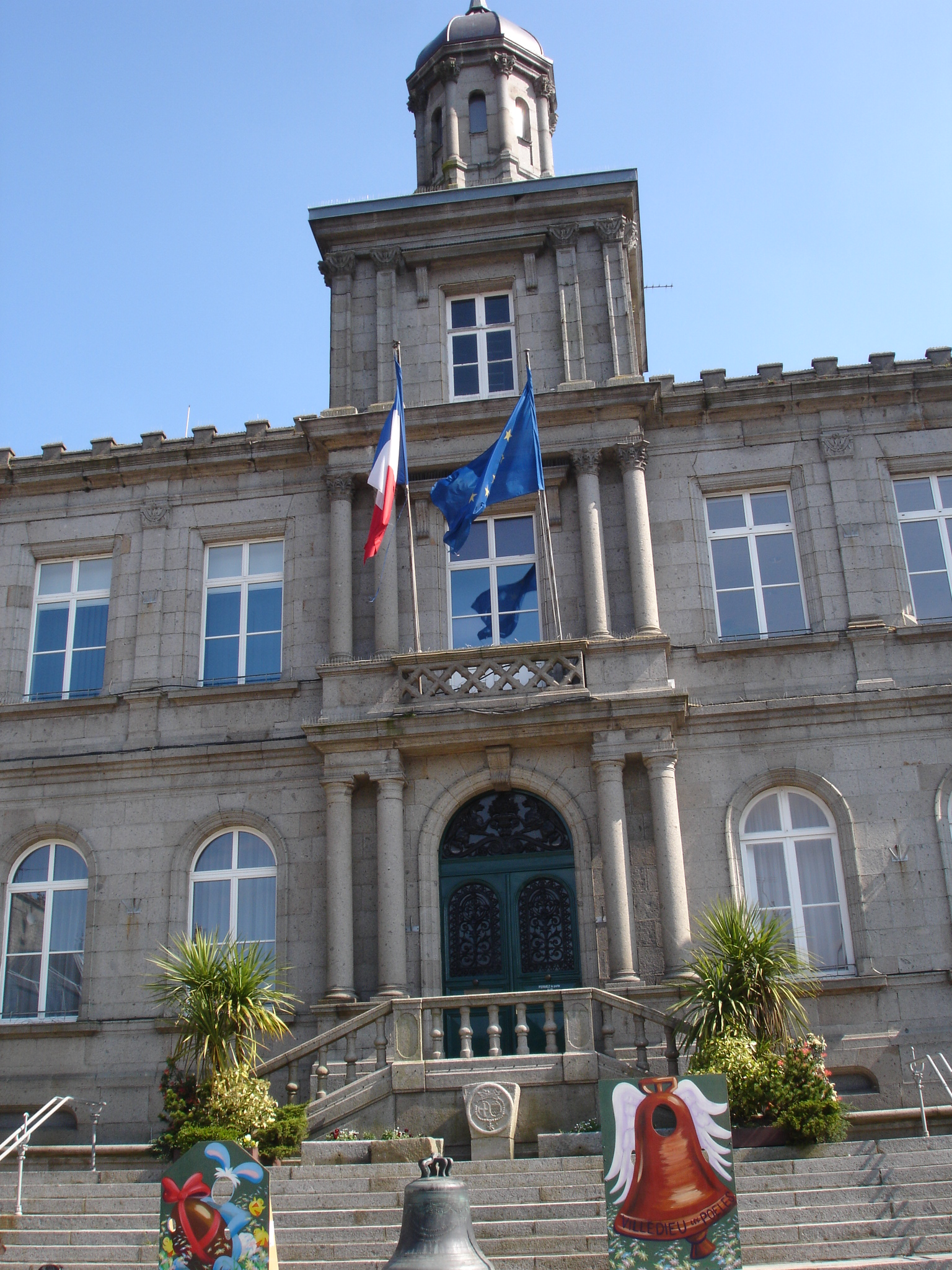
L'hôtel de ville à l'époque de Pâques.

Le conseil municipal était composé de vingt-sept membres dont le maire et sept adjoints. Ces conseillers intègrent au complet le conseil municipal de Villedieu-les-Poêles-Rouffigny le 1er janvier 2016 jusqu'en 2020, Philippe Lemaître devient maire délégué de Villedieu-les-Poêles et est élu maire de la commune nouvelle.

### Fusions et changement de nom
- En 1836, Villedieu absorbe une partie de la commune de Saint-Pierre-du-Tronchet (l'autre partie étant absorbée par Saultchevreuil-du-Tronchet).
- En 1962, le nom de Villedieu est modifié officiellement en Villedieu-les-Poêles.
- En 1964, Villedieu-les-Poêles absorbe la commune de Saultchevreuil-du-Tronchet (et, en conséquence, la totalité du territoire de l'ancienne commune de Saint-Pierre-du-Tronchet).

### Administration religieuse
Culte catholique : Villedieu-les-Poêles relève du diocèse de Coutances et Avranches. Avant 1801, la paroisse relevait de l'ancien diocèse d'Avranches puis de l'éphémère diocèse de la Manche.
L'ancienne paroisse catholique de Villedieu-les-Poêles, qui était à l'origine de la commune actuelle, a été supprimée en 1995. Villedieu est devenu le chef-lieu de la nouvelle paroisse de Villedieu, et du doyenné. Les autres églises des anciennes paroisses ont conservé le titre d'églises paroissiales.

## Démographie
En 2022, la commune comptait 3 534 habitants. Depuis 2004, les enquêtes de recensement dans les communes de moins de 10 000 habitants ont lieu tous les cinq ans (en 2004, 2009, 2014, etc. pour Villedieu-les-Poêles) et les chiffres de population municipale légale des autres années sont des estimations.
Villedieu-les-Poêles a compté jusqu'à 4 690 habitants en 1982.
| 1793  | 1800  | 1806  | 1821  | 1831  | 1836  | 1841  | 1846  | 1851  |
| ----- | ----- | ----- | ----- | ----- | ----- | ----- | ----- | ----- |
| 3 020 | 2 624 | 2 953 | 3 024 | 3 095 | 3 040 | 3 763 | 3 849 | 3 848 |

| 1856  | 1861  | 1866  | 1872  | 1876  | 1881  | 1886  | 1891  | 1896  |
| ----- | ----- | ----- | ----- | ----- | ----- | ----- | ----- | ----- |
| 3 745 | 3 789 | 3 771 | 3 572 | 3 434 | 3 525 | 3 497 | 3 505 | 3 285 |

| 1901  | 1906  | 1911  | 1921  | 1926  | 1931  | 1936  | 1946  | 1954  |
| ----- | ----- | ----- | ----- | ----- | ----- | ----- | ----- | ----- |
| 3 262 | 3 388 | 3 383 | 3 048 | 3 063 | 3 096 | 3 272 | 3 541 | 3 409 |

| 1962  | 1968  | 1975  | 1982  | 1990  | 1999  | 2004  | 2009  | 2014  |
| ----- | ----- | ----- | ----- | ----- | ----- | ----- | ----- | ----- |
| 2 975 | 4 060 | 4 350 | 4 690 | 4 356 | 4 102 | 3 950 | 3 882 | 3 614 |

| 2018  | - | - | - | - | - | - | - | - |
| ----- | - | - | - | - | - | - | - | - |
| 3 550 | - | - | - | - | - | - | - | - |

## Économie et tourisme
Très tôt, l'activité de la Villedieu se tourna vers les métiers de la dinanderie et de la poêlerie, activités toujours vivaces à Villedieu, d'où l'ajout du déterminant toponymiques « les Poêles ». La fonderie Cornille-Havard est l'une des cinq fonderies de cloches de France.
Un marché se tient tous les mardis depuis 1147.
La flamme postale de la ville en 1983 représentait le clocher de l'église, un pichet et une cloche et citait les foires et les cuivres de la cité.
Villedieu-les-Poêles est dénommée « commune touristique » depuis février 2010. Elle est labellisée village étape depuis 2002.

## Lieux et monuments

### Patrimoine civil
- La gare de Villedieu-les-Poêles

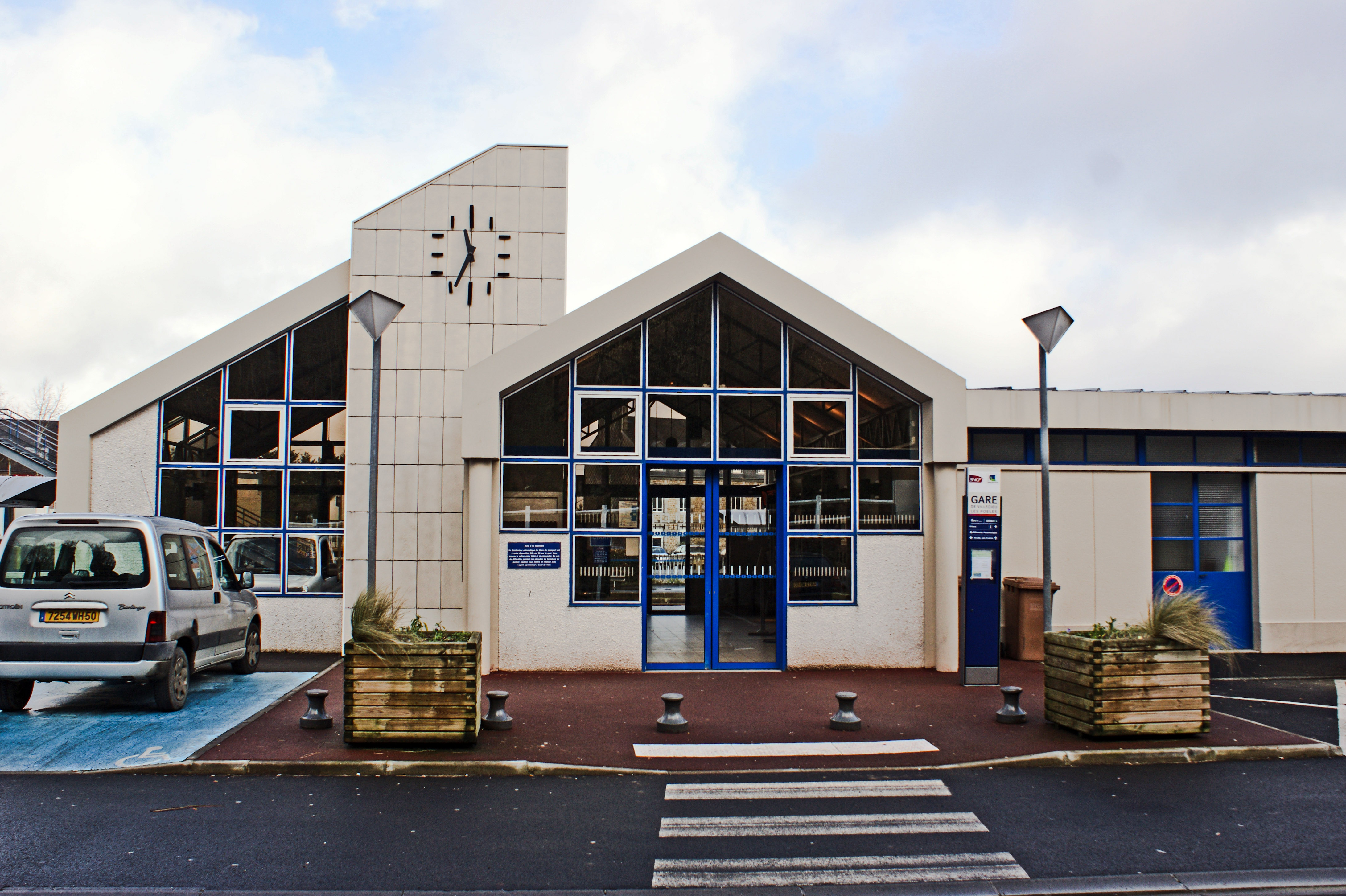
La gare de Villedieu-les-Poêles.

- Hôtel de ville, construit en 1869.
- Monument aux morts, élevé en hommage aux victimes de la Première Guerre mondiale, en marbre de Carrare. La sculpture, « Soldat aux pieds de la Patrie », a été réalisée par J.C.C. Desvergnes.
- La Colonne de la République. Provenant de l'ancien couvent de La Bloutière, placée lors du Second Empire[45], elle a été surmontée d'une Marianne dorée à la feuille d'or pour le centenaire de la Révolution, remplaçant une aigle impériale napoléonienne[46].
- Les vieilles rues du bourg renferment de nombreuses maisons anciennes, des petites cours intérieures non visibles de la rue, telle la Cour du Foyer, partiellement inscrite au titre des monuments historiques[47], la Cour des Trois Rois (probablement en référence aux Rois mages), la Cour du Dauphin, la Cour au Lys, la Cour de l'Enfer, la Cour ès Moines…

### Patrimoine religieux

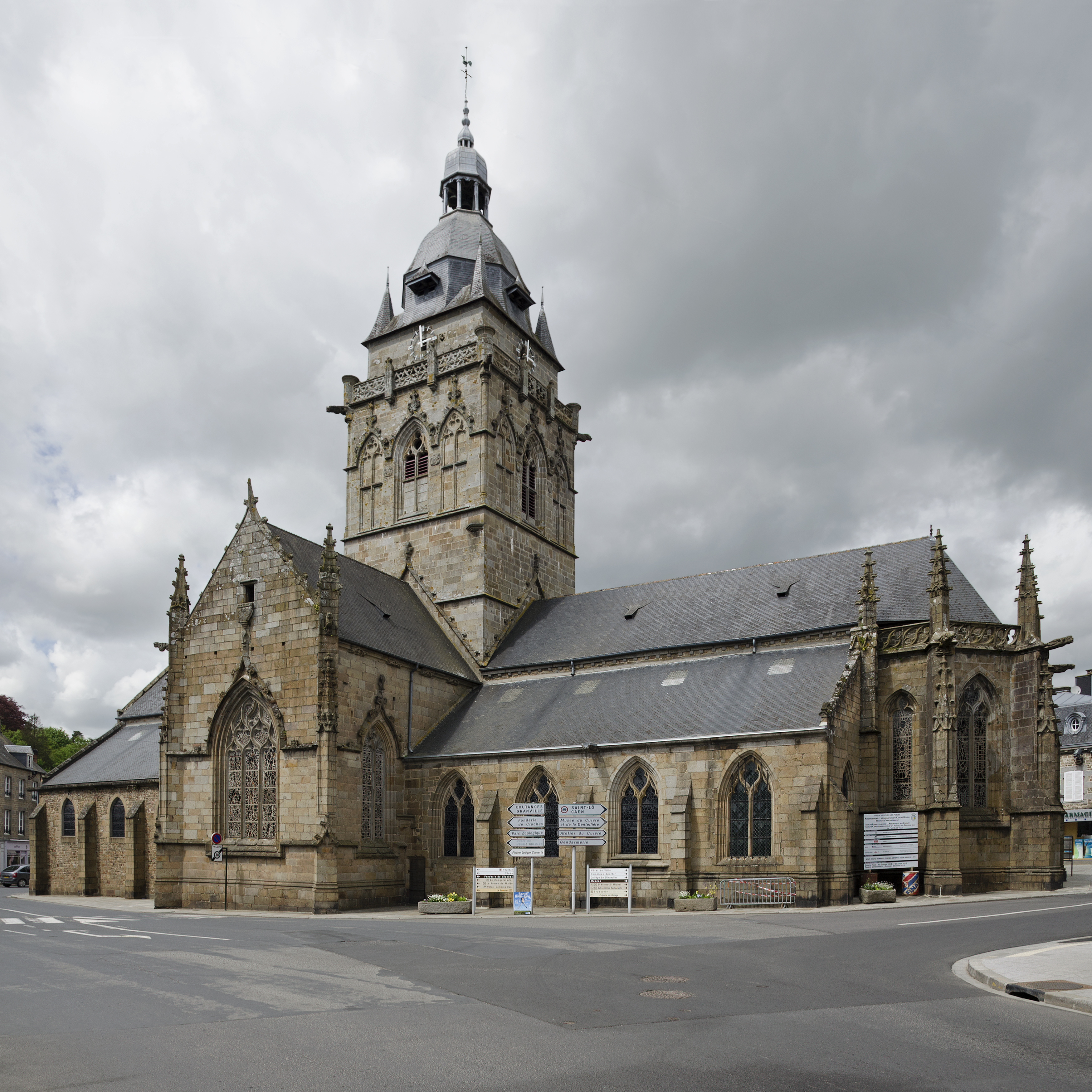
Église Notre-Dame.

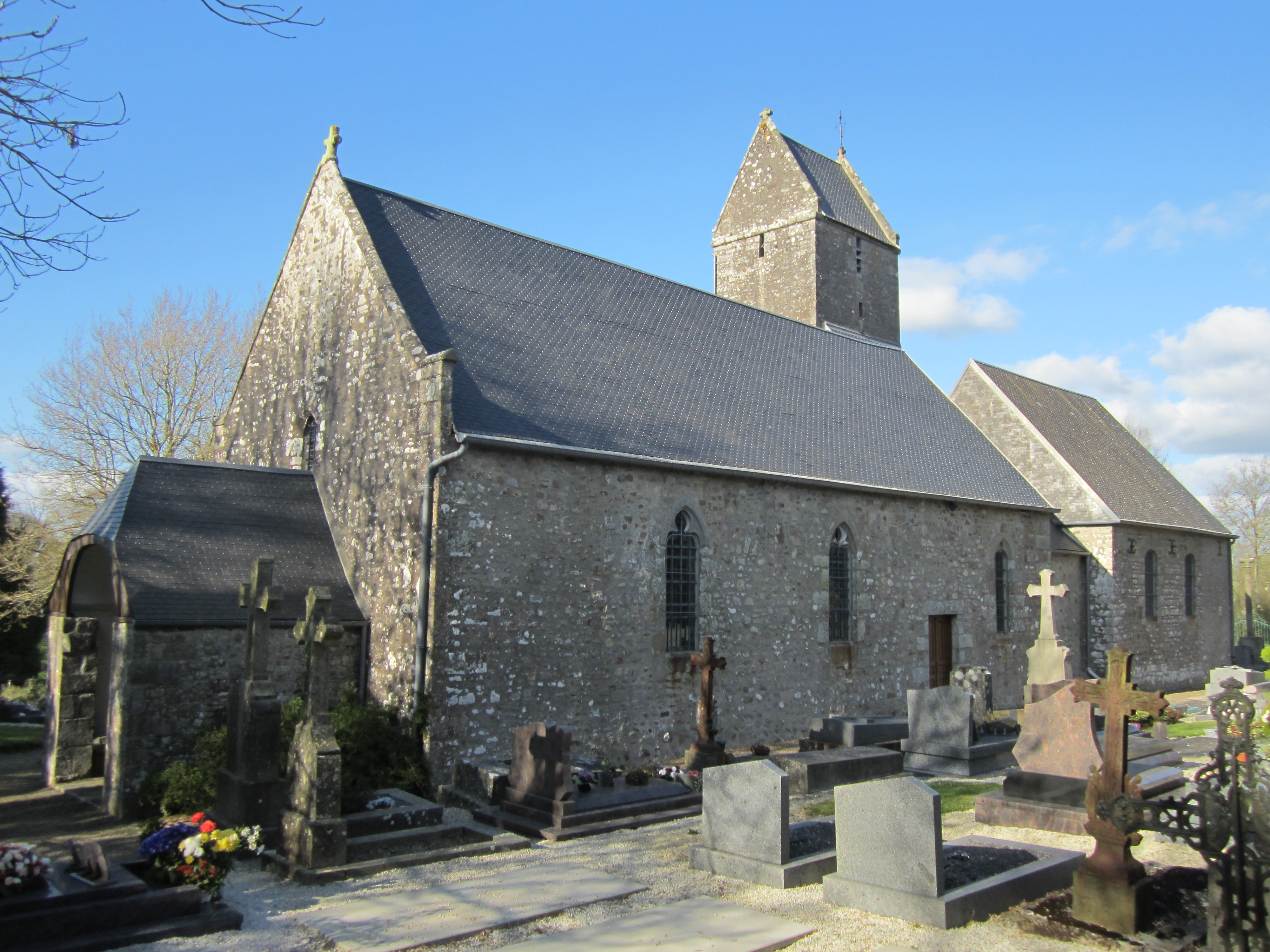
Église Sainte-Trinité de Saultchevreuil.

- Église Notre-Dame des XIIIe, XVe – XVIIe siècles, en granit, classée au titre des monuments historiques par arrêté du 27 décembre 1979[48]. L'édifice, de style flamboyant, a été entièrement reconstruit au XVe siècle et la nef en 1638. L'église abrite de nombreuses œuvres, notamment des statues dont une Vierge de pitié du XVIe et une statue de sainte Barbe, patronne des fondeurs, du XVIIe, une chaire à prêcher datée de 1683, un orgue dont le buffet date de 1830, classés au titre objet aux monuments historiques[49], ainsi que des fonts baptismaux au fleurs de Lys sculptées, un aigle lutrin en bois et une verrière du XXe de Gabriel Loire[39].
- Presbytère construit en 1863, situé en face de l'église.
- Église Sainte-Trinité de Saultchevreuil du XIIe siècle. Elle abrite une statuette de saint Céneri du XVIe siècle classée au titre objet aux monuments historiques[50].
- Église de Saint-Pierre-du-Tronchet du XVIIIe siècle. Elle abrite une Vierge à l'Enfant du XVe siècle et une sainte Venice du XVIe classées au titre objet aux monuments historiques[51].
- Chapelle Saint-Blaise de la Commanderie.
- Chapelle Saint-Étienne.
- Chapelle de l'Hospice.
- Chapelle du Sacré-Cœur.
- Chapelle de l'Institut Saint-Joseph.
- Commanderie, manoir du XVIIIe siècle. L'hôtel de la Commanderie a été construit pour loger les derniers Hospitaliers de l'ordre de Saint-Jean de Jérusalem.

### Musées

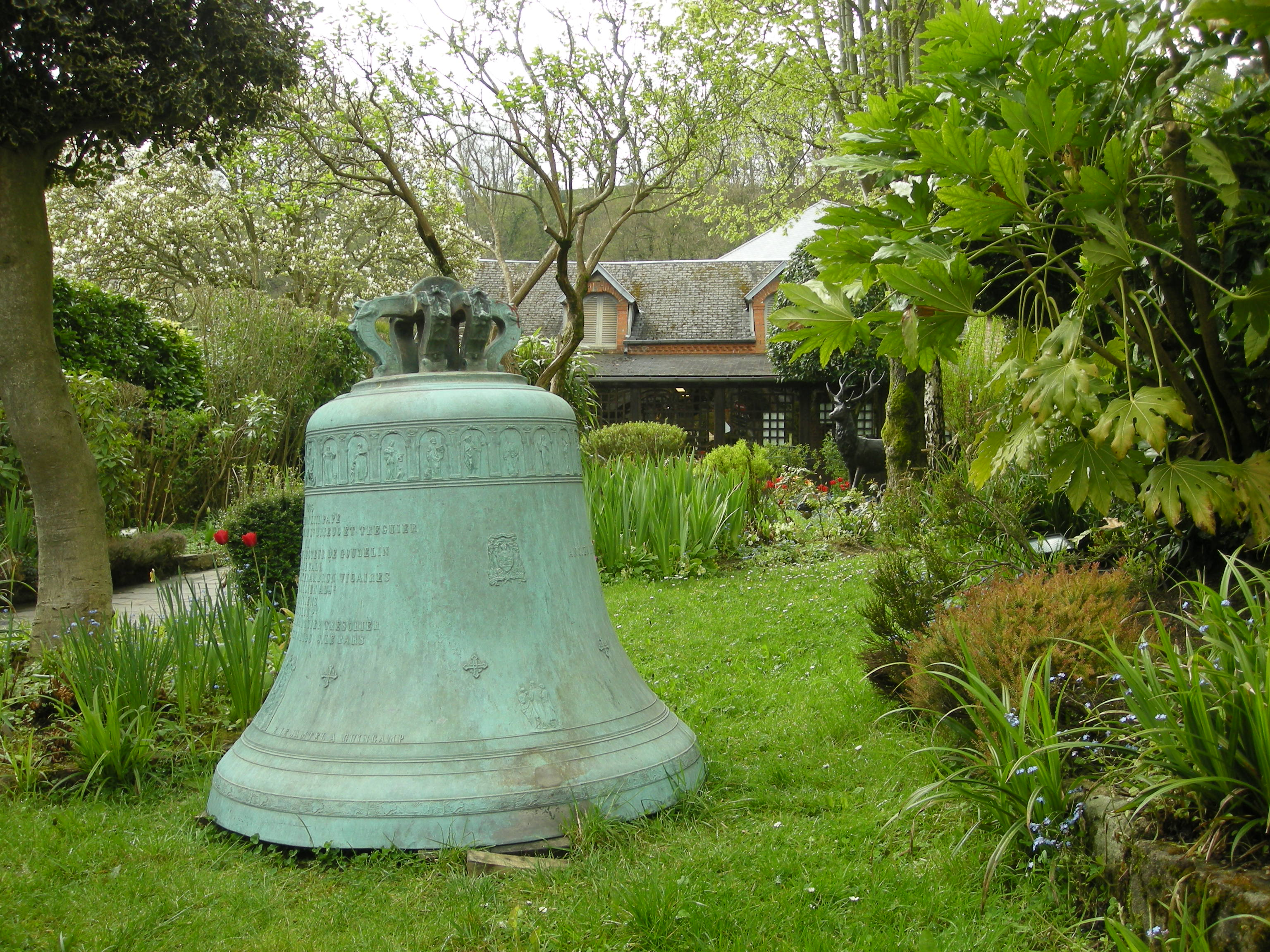
L'entrée de la fonderie de cloches Cornille-Havard.

- L'Atelier du cuivre. Un des plus anciens ateliers de Villedieu.
- La Maison de l'étain, située dans la Cour aux Moines.
- Musée du cuivre et de la poeslerie, situé dans la Cour du Foyer.
- Maison de la dentellière. Elle fait partie de la Route des dentelles normandes.
- Musée du Meuble normand, 150 meubles normands anciens acquis par la municipalité en 1989 à M. Hervy, antiquaire spécialisé dans les meubles normands.
- Fonderie de cloches Cornille-Havard.
- Tapisserie Henri 1er Beauclerc, consacrée à la succession de Guillaume le Conquérant[52].
- Maison du patrimoine sourdin, ouverte dans l'ancien cinéma en 2024.

### Parcs et espaces verts

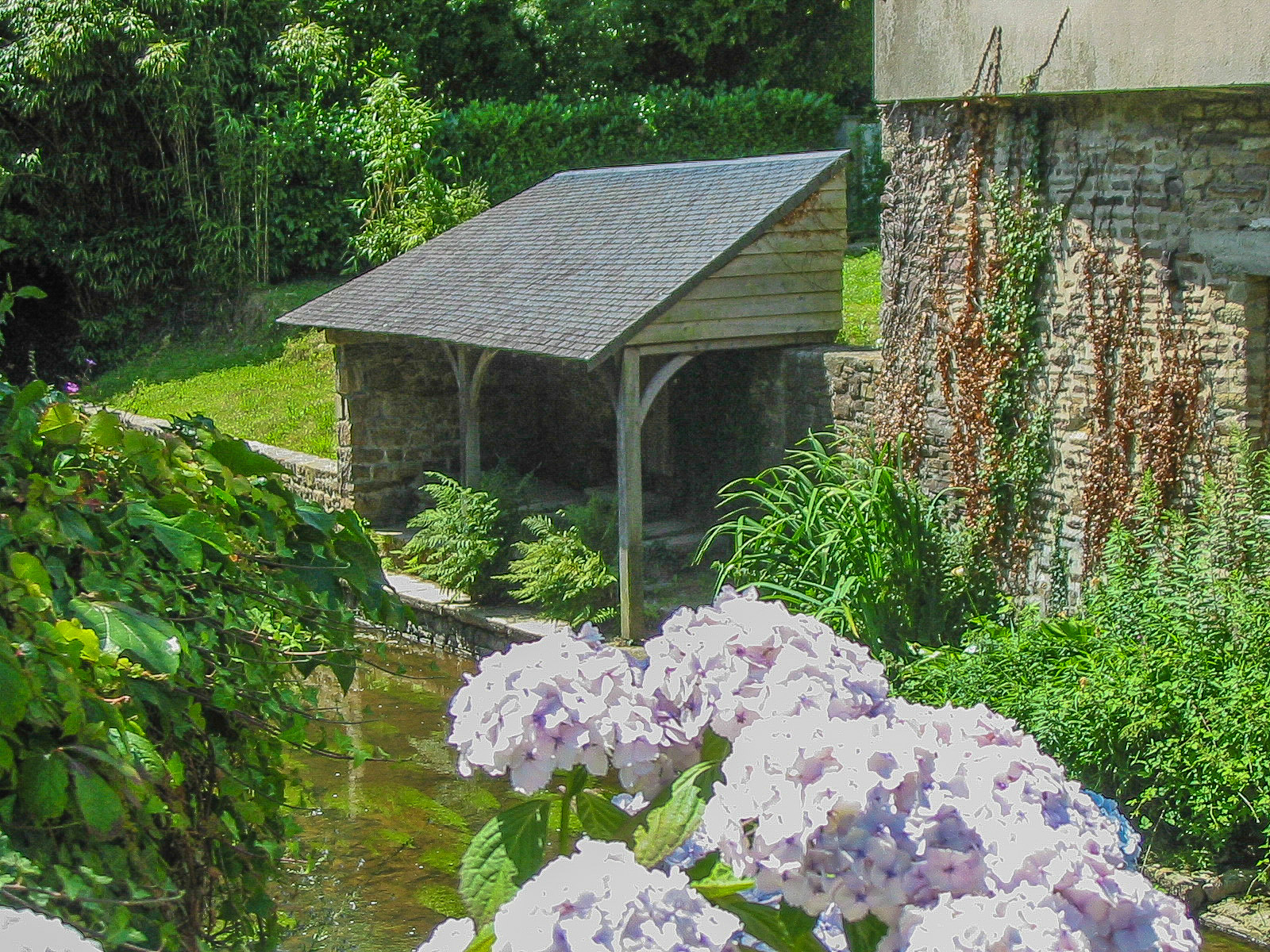
Le lavoir fleuri.

La commune est une ville fleurie ayant obtenu trois fleurs au concours des villes et villages fleuris.

## Activité et manifestations

### Activité culturelle
- Une salle de cinéma, située sur la place des Costils.
- Médiathèque, construite après l'aménagement des anciennes halles.
- Association des amis de l'orgue.
- Groupe folklorique normand Les Triolettes.

### Jumelages
- Horn-Bad Meinberg (Allemagne) depuis 1974.
- Saint-Sauveur (Jersey) depuis 1989.
- District de Miraflores (Pérou)[réf. nécessaire].

### Sports
- Football : le Club sportif de Villedieu fait évoluer trois équipes seniors de football, l'une en ligue de Basse-Normandie, les deux autres en divisions de district[54].
- Club de handball
- Club de ping-pong
- Club de natation
- Club de tennis
- Club de randonnée
- Club cycliste
- Club de judo
- Comité de jumelage
- École de musique
- Piscine ludique couverte.

En outre, des courses de chevaux sont organisées à l'hippodrome de Saultchevreuil.

### Manifestations
- Fête communale : Le corso fleuri avec les miss tous les quatre ans (la dernière date de juillet 2010[55], l'édition 2014 a été annulée faute d'un nombre suffisant de chars[56]).
- Fête patronale : le dimanche suivant la fête du Sacré-Cœur

#### Le Grand Sacre
Tous les quatre ans, le 3e dimanche suivant la fête de la Pentecôte se situe cette grande manifestation qui existe depuis le 27 mai 1655.
Devant le développement de la religion protestante et le mouvement de la Contre-Réforme à la fin du XVIe siècle et au début du XVIIe siècle, se crée un peu partout en France des compagnies du Saint-Sacrement qui ont pour but d'organiser la Fête-Dieu.
Les chevaliers de Malte de l'ordre souverain de Malte ont gardé un contact toujours vif avec la cité normande en participant tous les quatre ans au « Grand Sacre », nom que porte la Fête-Dieu à Villedieu. Interrompue lors de la Révolution française, la cérémonie a repris ses droits depuis 1955. La ville est ce jour-là entièrement décorée et de nombreux chevaliers de Malte y sont accueillis pour une grande procession tout au long d'un parcours ralliant des reposoirs décorés et fleuris.

## Personnalités liées à la commune
- Alexandre de Villedieu (Villedieu, v. 1175 - 1240), poète et grammairien. Ses textes d'initiation grammaticale furent entre autres choisis pour les premières éditions de livres imprimés (incunables) au XVe siècle[58].
- André-François Laurence dit Laurence-Villedieu (Villedieu, 1762 - 1816), homme politique.
- Léonard Jean Aubry Huard de Saint-Aubin (Villedieu, 1770 - 1812), général de brigade, mort à la bataille de la Moskova le 7 septembre 1812.
- François Lepelletier (1826-1900), magistrat et homme politique, né à Villedieu-les-Poêles.
- Charles Frémine (Villedieu, 1841 - 1906), écrivain normand.
- Eugène Le Mouël (Villedieu, 1859 - 1934), écrivain.
- Jean Devé (1897-1942), chef de district SNCF à la gare de Villedieu, Compagnon de la Libération, Mort pour la France. La rue de la gare a été baptisée en son honneur.
- Pierre Legendre (Villedieu, 1930 - 2023), historien du droit, psychanalyste, fondateur d'un champ de réflexion, l'anthropologie dogmatique.
- Sophie Quinton (Villedieu, 1976 -), actrice.
- Pierre Garnier (2002-), chanteur français, vainqueur de la saison 11 de la Star Academy en 2024.

Villedieu-les-Poêles est citée par Rabelais dans son livre Gargantua comme une des trois villes d'où provient le cuivre utilisé pour les couverts du géant.